# 데드팬
데드팬(Deadpan), 드라이 유머(dry humour) 또는 드라이-윗 유머(dry-wit humour)는 감정적 중립성 또는 감정 없음을 고의적으로 표시하는 것으로, 일반적으로 주제의 우스꽝스러움이나 부조리함과 대조되는 희극 전달의 한 형태이다. 이 전달은 무뚝뚝하거나, 아이러니하거나, 간결하거나, 명백히 의도적이지 않은 것으로 간주된다.

## 어원
데드팬이라는 용어는 20세기 초에 "dead"와 "pan"(얼굴을 가리키는 속어)을 결합한 합성어(때때로 두 단어로 표기됨)로 처음 등장했다. 이 내용은 1915년 초 전직 야구선수 진 우드번(Gene Woodburn)에 관한 그의 전 감독 로저 브레스나한(Roger Bresnahan)이 쓴 기사에 실렸다. 브레스나한은 Woodburn이 자신의 복화술사로서의 기술을 어떻게 사용하여 그의 매니저와 다른 사람들이 관중석에서 야유를 받고 있다고 생각하게 만들었는지 설명했다. 브레스나한은 우드번이 "배우들이 '데드 팬'이라고 부르는 트릭을 가지고 있었다."라고 썼다. 그는 결코 미소를 짓지 않았으며 속임수를 쓰고 있다고 의심되는 마지막 사람이 될 것이다."
조지 코핸은 1908년 인터뷰에서 실제 "데드팬"이라는 용어를 사용하지 않고 데드팬을 언급했다. Cohan은 런던 여행에서 돌아온 후 인터뷰어에게 "매니저가 약 12명의 미국 합창단 소녀들을 인수하고 뮤지컬 코미디 게임을 깨울 때가 되었다. 영국 합창단 소녀들은 죽었다. 그들의 냄비는 차갑는다." .”
옥스포드 영어사전에서는 1928년 뉴욕 타임스 기사를 인용하여 이 용어가 처음으로 인쇄되었다. 작가이자 연극 대리인인 프랭크 J. 윌스태치가 편찬한 영화 속어 모음집인 그 기사에서는 "데드 팬"을 "예를 들어 버스터 키튼의 작품처럼 무표정한 얼굴로 역할을 연기하는 것"으로 정의한다. 1915년 브레스나한 기사와 1928년 타임스 기사 사이에 연극과 스포츠에서 이 용어가 여러 번 사용되었다.
동사 (품사)로 deadpan을 사용하는 것은("무서운 방식으로 말하고, 행동하거나 발화하다; 무표정을 유지하다") 적어도 1942년까지 기록된다.

## 같이 보기
- 블랙 코미디
- 무표정